# Historia de la función docente

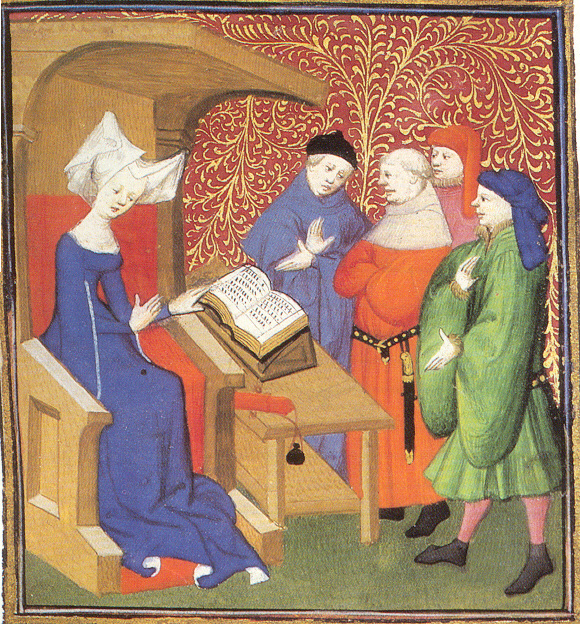
Cátedra, de Christine de Pizan.

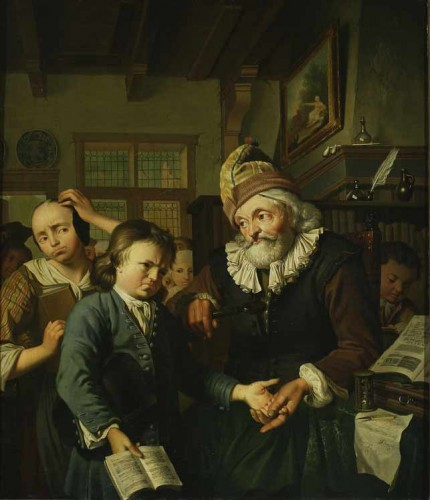

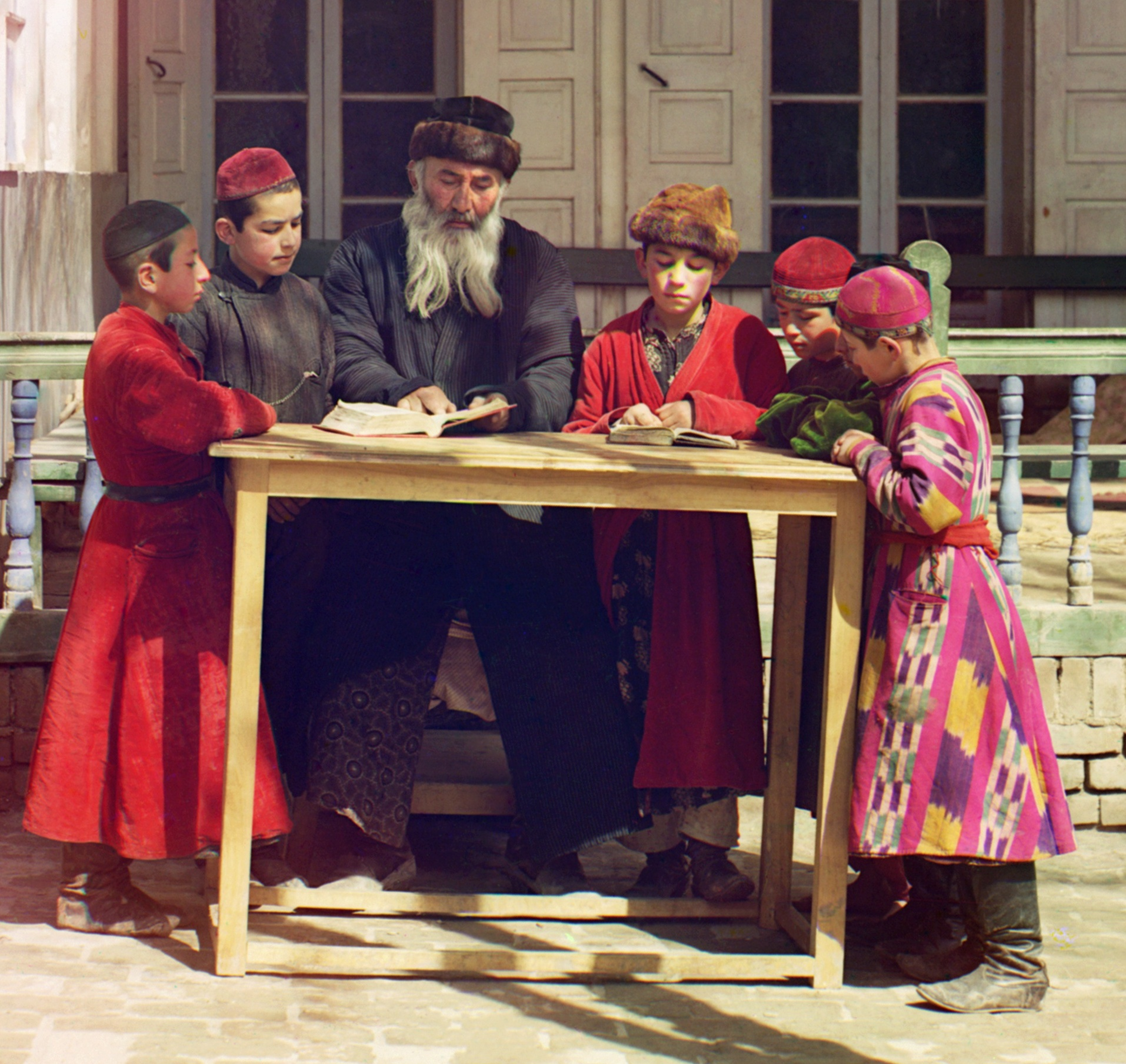

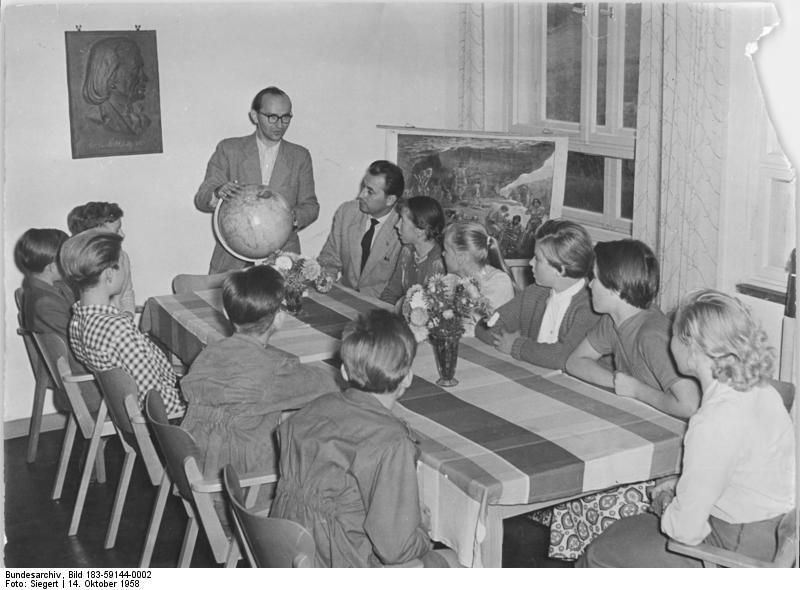
Lección de geografía.

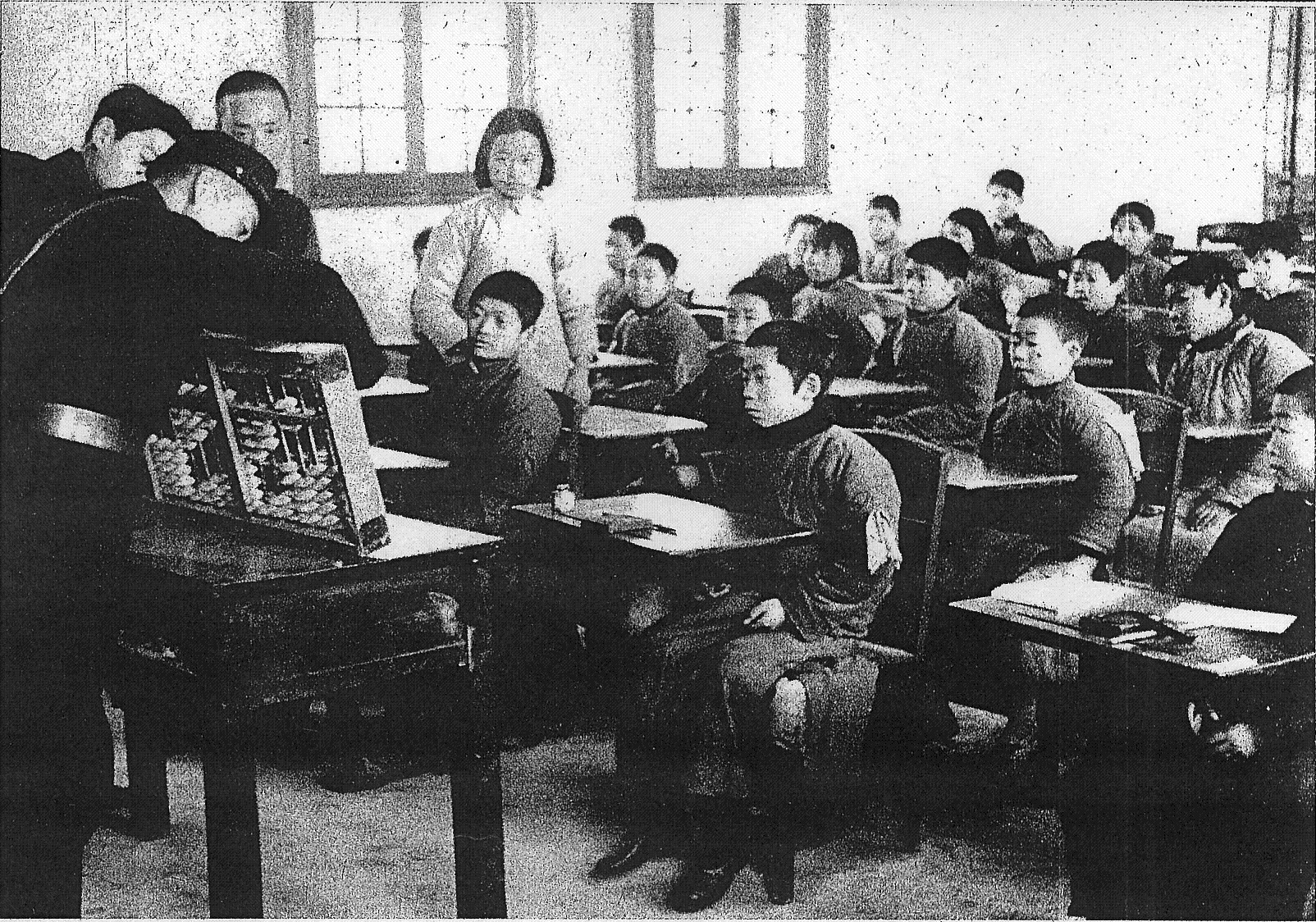
Lección de ábaco.

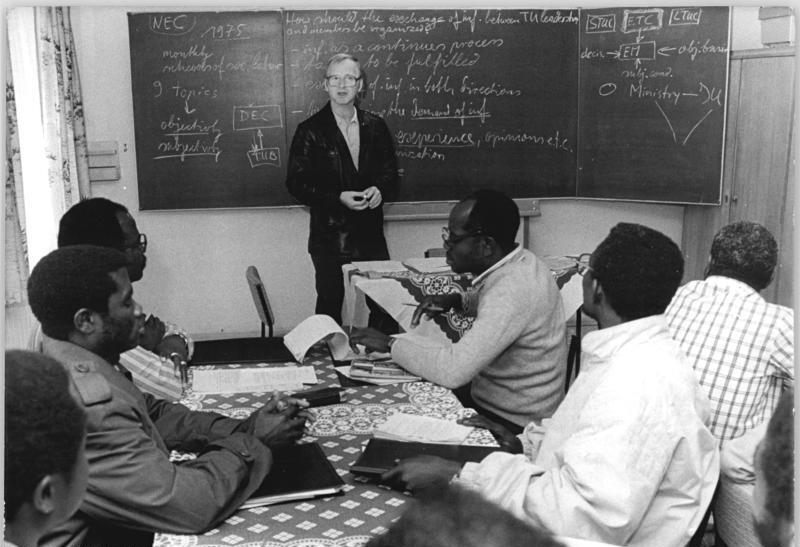
Educación superior.

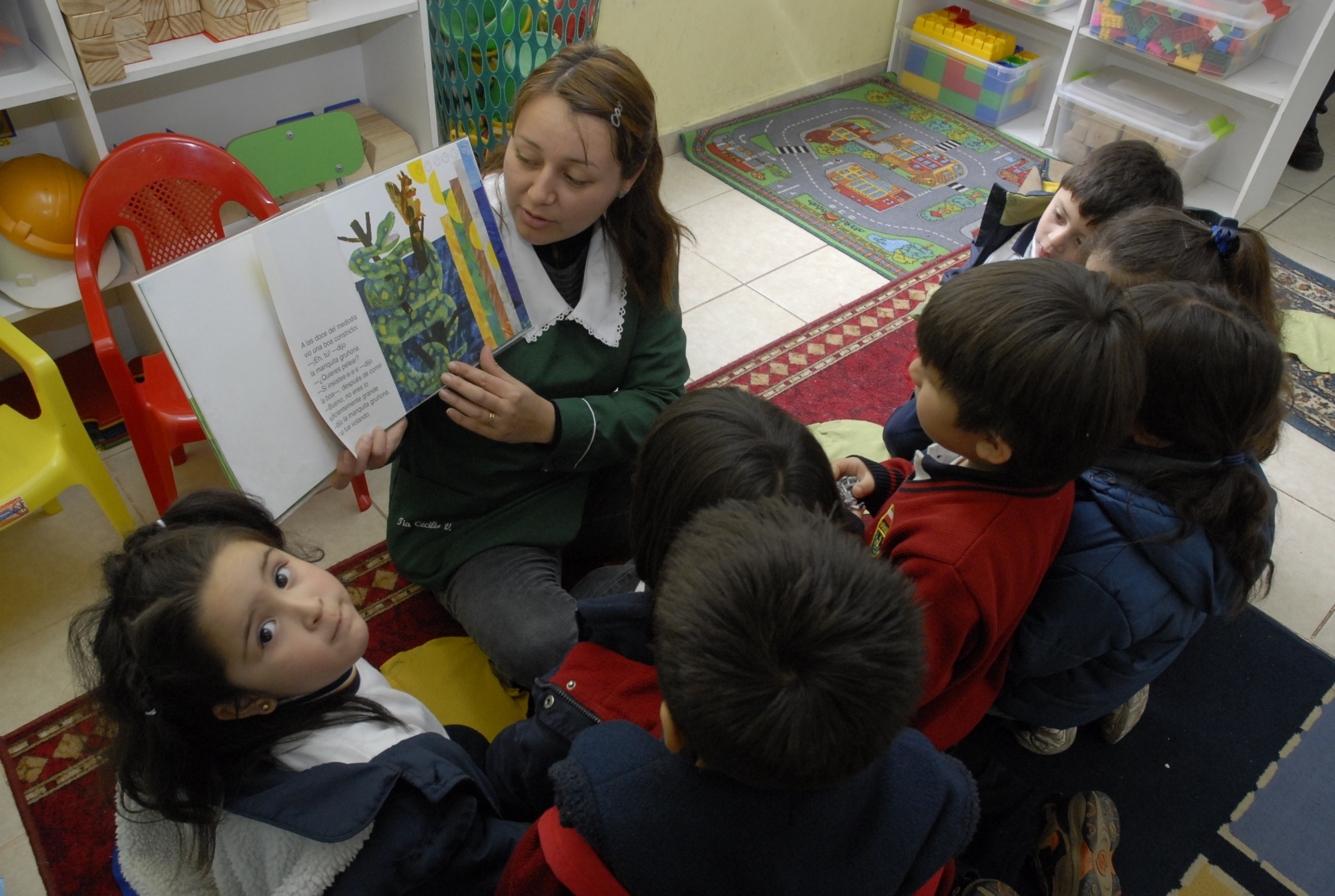
Educación infantil.

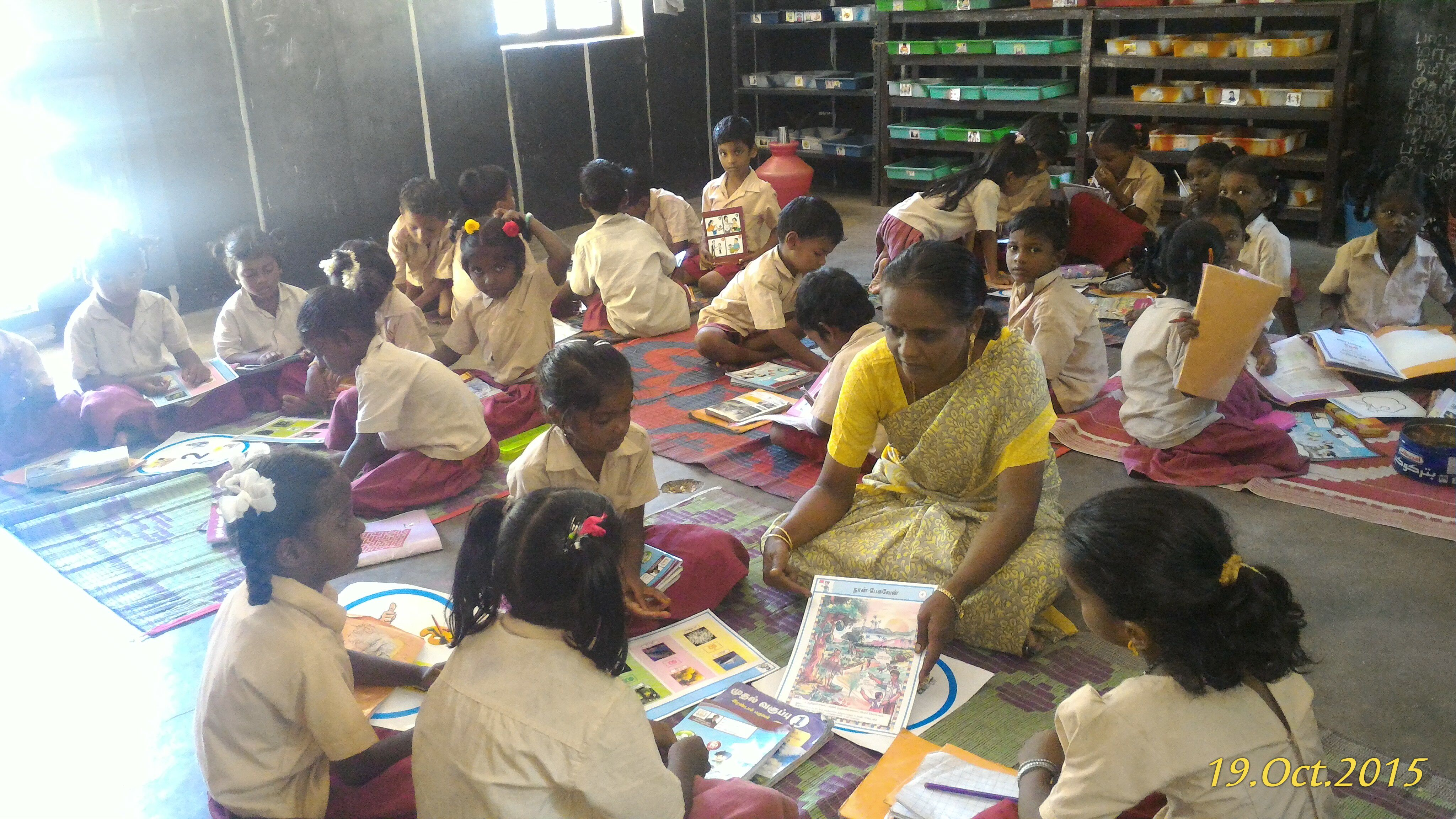
Educación infantil.

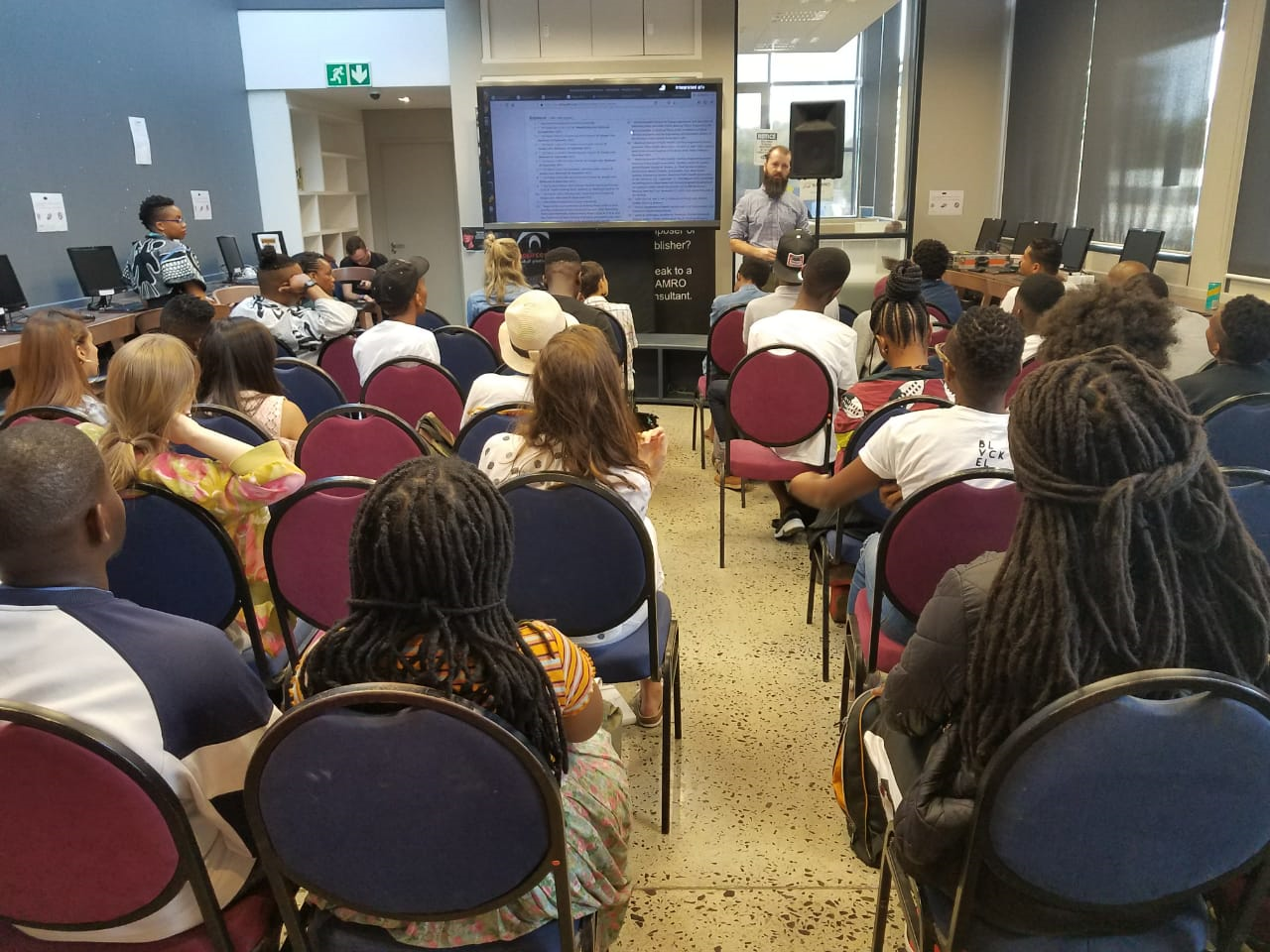

La función docente empieza desde las sociedades primitivas hasta finales del siglo XIX. Dentro de las sociedades primitivas, se destaca las características de la función docente en Mesopotamia, Egipto, Grecia, Roma y la Edad Media.                   

## Egipto
La escritura egipcia era pictográfica y con el paso del tiempo se convirtieron en ideografías. Para la escritura, los materiales universales en Egipto fueron el papiro, la piedra caliza y ostraka. Y para pintar, colores como azul, negro, verde, gris, etc. pero mayoritariamente el negro y el rojo.
En Egipto existieron 2 corrientes literarias: la conocida como sapiencial y otra basada en mitos, fábulas, leyendas, ritos, etc.
La literatura zappiencial se trataba de unos textos educativos fundamentalmente empleados para la formación del escriba (aprendiz). Dos eran los personajes que se encargaban de llevar a cabo las cuestiones de la vida diaria egipcia y del templo: los escribas y los sacerdotes. Además, era el templo el encargado de la formación del sacerdocio y de los escribas.
Lo más importante en la sociedad egipcia era todo lo relacionado con la obediencia y el silencio. La escuela era de un tipo elemental y los escribas aprendían la profesión de sus padres o parientes, pues sólo se les exigía una formación básica.
La profesión de escriba diferenciaba a su vez a las personas letradas de las iletradas (las personas iletradas se encargaban de las tareas del campo). El escriba era formado en la llamada "Escuela de los Libros", en la que debían de pasar gran cantidad de tiempo en el estudio de la caligrafía.
Egipto está establecido a la orilla del río Nilo, su cultura agrícola está caracterizada por la escritura que se basa en signos y reglas y es destacada la escritura fenicia.

## Grecia
Los antiguos griegos no tenían historia escrita, solo oral. En Esparta se prestaba poca atención al desarrollo de actividades tales como el saber leer y escribir; toda la preocupación se centraba en las actividades físicas, la intrepidez y las proezas militares.
Ya en el siglo XVII, la capacidad de leer y escribir se habían convertido en una necesidad; escribir y contar seguían siendo unas técnicas subordinadas al comercio.
La literatura griega se conservaba en rollos de papiro, para ello era indispensable saber leer y escribir. La preocupación por la educación se cifraba únicamente en los niños del sexo masculino. No había escuela ni para las mujeres ni para los esclavos. Los atenienses se convirtieron en el primer pueblo que se enfrentó con el proceso de la educación, al que dio nombre de paraideia. Los maestros eran los sofistas, que significa hombre sabio y enseñaban disciplinas muy diversas utilizando el arte de la retórica y la oratoria, buscando mediante la palabra el fin de persuadir y no tenían en cuenta la verdad. Además en Atenas se crean nuevas escuelas de enseñanza entre las que destacan el estoicismo y el epicureísmo.

## Roma
La vida de los niños en sus primeros años se centraba en la formación de valores relativos al trabajo, a la familia y a la patria. La familia como fuerza educadora de Roma se halla sometida a la autoridad del paterfamilias. Al lado del padre, en un lugar de honor, está la materfamilias, que tiene asimismo un cometido importante en la educación de los hijos y en cuya compañía se mantienen hasta los siete años. No todos los niños romanos estudiaban, pues Roma no tenía escuela pública. La mayoría de las escuelas tenían solo un aula donde asistían aproximadamente doce alumnos. La escuela primaria se llamaba “ludus” y en ella, a los 6 años, los niños aprendían a leer, escribir y sumar. Al cumplir los 11 años, los varones pasaban a un “grammaticus” (secundaria), en donde aprendían historia, geografía y griego, mientras las niñas se quedaban en casa.
El papel de los romanos estaba fabricado con un tipo de caña, pero también escribían en pieles de animales. Los estudiantes escribían en lápidas de cera con un palo puntiagudo llamado aguja. Para empezar de nuevo frotaban la cera hasta tenerla lisa.

## Edad Media
En esta época la Iglesia tomó la responsabilidad de la enseñanza. En el desarrollo de la educación superior los musulmanes y los judíos desempeñaron un papel crucial, pues intervinieron como intermediarios entre la antigua Grecia y los estudiosos europeos.

## La función docente en elsigloXVI
En este siglo se distinguen entre escuelas de la Reforma y escuelas de la Contrarreforma.
- La Reforma es “un complejo movimiento religioso, con repercusiones políticas y sociales”. Lutero será su promotor y da lugar a un nuevo tipo de escuela popular (estatal).
- La Contrarreforma es un movimiento no solo de oposición a la Reforma Protestante sino de regeneración y renovación de la propia Iglesia. La concepción de la Contrarreforma contribuyó de manos de la Compañía de Jesús (“Jesuitas”) a la creación de un nuevo modelo de escuela elitista.

## Escuelas de reforma
Escuela popular. En tres clases dispone la enseñanza Lutero en su escuela popular: niños que aprenden a leer, niños que saben leer y alumnos más aventajados.

## Escuelas de la contrarreforma
Escuela elemental. En ella el currículo exigido es el conocimiento de la lectura y escritura, reglas elementales de la Aritmética y Catecismo.
- Escuela de gramática. En ciudades no universitarias y villas menores, las disputas seguían existiendo entre los Colegios jesuíticos y las Escuelas de Gramática municipales, regentadas algunas de ellas por los propios jesuitas.

- Aparición de los Jesuitas. Los Jesuitas o compañía de Jesús es un instituto religioso de clérigos regulares de la Iglesia católica. Durante el período de la Contrarreforma la educación jesuítica se enfocó principalmente a fortalecer la fe católica frente a la expansión del protestantismo. Al alumno se le exige la adquisición y práctica de los principios de actividad, creatividad, atención, observación y obediencia.

## Función docente durante elsigloXVII
La ciencia sustituye a la Teología y para la consecución de los objetivos en la educación de las clases sociales surgirán las diversas escuelas: escuela elemental: municipal (pública), particular (privada), las Escuelas Pías de San José de Calasanz, Lasalianas, de educación femenina; escuela de gramática: municipal, jesuita, de preceptor privado(particular).
- Escuela Municipal. Gobernar el reloj, estar presente con los muchachos y cerca de ellos, mostrarles crianza y que estén en la Iglesia con la decencia, temor y crianza que es razón, forman parte del compromiso del maestro con el municipio.

- Escuelas particulares. Gran parte de las escuelas estaban gobernadas por maestros, a veces sin título, en lugares insanos y acogiendo a los niños de la clase popular baja. A aliviar esta situación acudirá la Iglesia a través de sus escuelas parroquiales.

- Escuelas Pías (Padres Escolapios) . La escuela Calasacia puede considerarse como el modelo primigenio de la organización de la enseñanza primaria. Nos interesa resaltar la perfecta organización de los distintos grados de la misma. Frente a la educación elitista de los jesuitas, este modelo pedagógico de integración de cultura y fe planteado por San José de Calasanz se presenta enfocado a todos los estratos de la sociedad (habiendo sido la primera escuela popular cristiana gratuita del mundo).

En 3 clases se divide la Escuela Primaria: de leer, de escribir y de ábaco (en la que se enseban las cuatro operaciones y aritmética comercial).
- Escuela Lasaliana. El pionero en este tipo de escuelas fue San Juan Bautista de la Salle. Se distinguen dos grados de enseñanza gratuita y obligatoria.

- Escuelas de Educación Femenina. Para la educación de la nobleza femenina surge la enseñanza particular, para la clase media existían las escuelas de los conventos, y para la clase popular baja se crean algunos colegios bajo el mecenazgo nobiliario y a veces real.

- Municipales. Se exigía la edad de 14 años para iniciar los estudios y a los maestros se les exigía tener 22 años, el bachiller y ser maestro en Artes. A los estudiantes los dividían en “menores”, “medianos” y “mayores” y a cada grupo se le enseñaba unos contenidos.

- Jesuitas. Anotados ya con anterioridad los métodos y procedimientos de la pedagogía jesuita, algunos textos y autores utilizados en el siglo XVII en los colegios jesuitas son los siguientes: el Padre Álvarez, Nebrija, Virgilio y Horacio.

- De preceptor privado. Era frecuente para la burguesía comercial. La edad de los alumnos va desde los 7-10 años a 15-16. En el primer caso aprenden a leer, escribir, hacer cuentas y cálculo. En el segundo caso se les enseña Gramática, Historia y se les inspira “el espíritu del mundo”.

## Las escuelas normales
Son centros educativos dedicados exclusivamente a la formación de los maestros. En España, la primera se instauró en 1838 para varones y para mujeres en 1858.
Felipe II, en 1588, exige que todos los maestros sean previamente examinados y titulados. En 1839 aparece la Escuela Normal Central o Seminario de Maestros, siendo su primer director Pablo Montesino.
En 1890 todas las Escuelas Normales pasan a depender del estado.
En el caso de México, cabe citar que el 6 de agosto de 1961 se inaugura el Colegio Superior de Calkiní, Campeche como instituto autónomo integrado por las escuelas Secundaria, Preparatoria, Normal de Profesores para ejercer libremente la enseñanza superior. Fue construido por el Gobierno del Estado para la formación de cientos de docentes y así conseguir una mayor justicia social.

## Preparación de los maestros: ILE
En España, los liberales, desde su llegada al poder dedicaron una atención especial a la preparación del profesorado, para lo cual crearon unas instituciones inéditas, las Escuelas Normales, que significaban una ruptura con el sistema tradicional de preparación de los maestros. Más tarde, se creó un centro especial para la formación de los futuros profesores: la “Escuela Normal Seminario de Maestros del Reino”
Tras el establecimiento de las Escuelas Normales, hubo duros ataques contra los maestros pertenecientes a ellas y así surge un nuevo establecimiento: la academia literaria y científica de profesores de primera educación de Madrid, pero su funcionalidad se vio dificultada por no cumplir con uno de los objetivos principales que establecía el estado, la instrucción y formación de profesores. La respuesta ante esta situación fue la creación de un nuevo establecimiento llamado “Escuela Especial para Profesores”.
Dentro del ámbito neocatólico también surgen oposiciones contra la existencia de las Escuelas Normales y se intentaba dar una nueva orientación a éstas haciendo, por ejemplo, que la enseñanza se basara sobre todo en los aspectos que recogía la doctrina cristiana. De esta manera se suprimieron las Escuelas Normales y más tarde se volvieron a restaurar.
En el proyecto de ley sobre enseñanza presentado por el ministro de fomento, Zorrilla, el objetivo primordial consistía en el desarrollo del principio de libertad de enseñanza. Pero lo más interesante e innovador es un proyecto de estudios de las Escuelas Normales de ambos sexos. Los aspirantes debían pasar antes un examen inicial de ingreso, aparte de haber realizado los estudios necesarios.
El abandono de la Instrucción primaria, la ignorancia de las clases populares y el empeño de la iglesia por hacerse con el control de la educación produjeron un retraso en cuanto a la formación del profesorado en España.
Las escuelas normales siguieron con la misma formación dada por la Ley Moyano. Hasta 1898 no se produce de hecho la reforma de las Escuelas Normales. En la reorganización de estas escuelas se habla de la importancia de la reforma de los centros de formación de docentes y se busca el modernizar y ampliar el programa de estudios. Santos María Robledo buscaba una cultura general para cualquiera que accediese a maestro. Y ya fueran maestros o maestras, tanto de escuelas normales o no, la duración del programa debía de ser de 3 años. A su vez existían dos clases de escuelas normales:
- 1ª clase: los cuales debían tener algunos conocimientos de psicología, trabajo manual y prácticas pedagógicas.

- 2ª clase: un programa menos extenso y de un solo curso de duración. Debían de tener ciertos conocimientos de geografía e historia.

Pero hasta que los conservadores no llegaron al poder, no se empezaron a renovar esta clase de establecimientos (con algunas diferencias). Finalmente, se estableció en 1914 el título único de maestro con cuatro cursos de duración. El objetivo era despertar el espíritu de observación de los alumnos y desarrollar su iniciativa. La enseñanza del francés, música y educación física quedaban incorporada, las escuelas normales se encargaban de la preparación de la mujer que podía elegir entre las materias optativas taquigrafía, mecanografía, etc.